# Liste der Naturdenkmale in Nordrhein-Westfalen

Nordrhein-Westfalen

Die Liste der Naturdenkmale in Nordrhein-Westfalen nennt die Listen der in den Kreisen und kreisfreien Städten von Nordrhein-Westfalen gelegenen Naturdenkmale.

## Naturdenkmallisten
| Landkreis / Kreisfreie Stadt | Liste                                                 |
| ---------------------------- | ----------------------------------------------------- |
| Städteregion Aachen          | Liste der Naturdenkmale in der Städteregion Aachen    |
| Bielefeld                    | Liste der Naturdenkmäler in Bielefeld                 |
| Bochum                       | Liste der Naturdenkmale in Bochum                     |
| Bonn                         | Liste der Naturdenkmale in Bonn                       |
| Borken                       | Liste der Naturdenkmale im Kreis Borken               |
| Bottrop                      | Liste der Naturdenkmale in Bottrop                    |
| Coesfeld                     | Liste der Naturdenkmale im Kreis Coesfeld             |
| Dortmund                     | Liste der Naturdenkmale in Dortmund                   |
| Duisburg                     | Liste der Naturdenkmale in Duisburg                   |
| Düren                        | Liste der Naturdenkmale im Kreis Düren                |
| Düsseldorf                   | Liste der Naturdenkmale in Düsseldorf                 |
| Ennepe-Ruhr-Kreis            | Liste der Naturdenkmale im Ennepe-Ruhr-Kreis          |
| Essen                        | Liste der Naturdenkmale in Essen                      |
| Euskirchen                   | Liste der Naturdenkmale im Kreis Euskirchen           |
| Gelsenkirchen                | Liste der Naturdenkmale in Gelsenkirchen              |
| Gütersloh                    | Liste der Naturdenkmale im Kreis Gütersloh            |
| Hagen                        | Liste der Naturdenkmäler in Hagen                     |
| Hamm                         | Liste der Naturdenkmäler in Hamm                      |
| Heinsberg                    | Liste der Naturdenkmale im Kreis Heinsberg            |
| Herford                      | Liste der Naturdenkmale im Kreis Herford              |
| Herne                        | Liste der Naturdenkmale in Herne                      |
| Hochsauerlandkreis           | Liste der Naturdenkmäler im Hochsauerlandkreis        |
| Höxter                       | Liste der Naturdenkmale im Kreis Höxter               |
| Kleve                        | Liste der Naturdenkmale im Kreis Kleve                |
| Köln                         | Liste der Naturdenkmale in Köln                       |
| Krefeld                      | Liste der Naturdenkmale in Krefeld                    |
| Leverkusen                   | Liste der Naturdenkmale in Leverkusen                 |
| Lippe                        | Liste der Naturdenkmäler im Kreis Lippe               |
| Märkischer Kreis             | Liste der Naturdenkmale im Märkischen Kreis           |
| Mettmann                     | Liste der Naturdenkmale im Kreis Mettmann             |
| Minden-Lübbecke              | Liste der Naturdenkmale im Kreis Minden-Lübbecke      |
| Mönchengladbach              | Liste der Naturdenkmale in Mönchengladbach            |
| Mülheim an der Ruhr          | Liste der Naturdenkmale in Mülheim an der Ruhr        |
| Münster                      | Liste der Naturdenkmale in Münster                    |
| Oberbergischer Kreis         | Liste der Naturdenkmale im Oberbergischen Kreis       |
| Oberhausen                   | Liste der Naturdenkmale in Oberhausen                 |
| Olpe                         | Liste der Naturdenkmale im Kreis Olpe                 |
| Paderborn                    | Liste der Naturdenkmäler im Kreis Paderborn           |
| Recklinghausen               | Liste der Naturdenkmale im Kreis Recklinghausen       |
| Remscheid                    | Liste der Naturdenkmale in Remscheid                  |
| Rhein-Erft-Kreis             | Liste der Naturdenkmale im Rhein-Erft-Kreis           |
| Rheinisch-Bergischer Kreis   | Liste der Naturdenkmale im Rheinisch-Bergischen Kreis |
| Rhein-Kreis Neuss            | Liste der Naturdenkmale im Rhein-Kreis Neuss          |
| Rhein-Sieg-Kreis             | Liste der Naturdenkmale im Rhein-Sieg-Kreis           |
| Siegen-Wittgenstein          | Liste der Naturdenkmäler im Kreis Siegen-Wittgenstein |
| Soest                        | Liste der Naturdenkmale im Kreis Soest                |
| Solingen                     | Liste der Naturdenkmäler in Solingen                  |
| Steinfurt                    | Liste der Naturdenkmale im Kreis Steinfurt            |
| Unna                         | Liste der Naturdenkmale im Kreis Unna                 |
| Viersen                      | Liste der Naturdenkmale im Kreis Viersen              |
| Warendorf                    | Liste der Naturdenkmäler im Kreis Warendorf           |
| Wesel                        | Liste der Naturdenkmale im Kreis Wesel                |
| Wuppertal                    | Liste der Naturdenkmäler in Wuppertal                 |